# San Pedro (Los Ángeles)
San Pedro es una comunidad que forma parte de la ciudad de Los Ángeles, California, Estados Unidos. 
Fue anexada al municipio de Los Ángeles en 1909 y cuenta con uno de los puertos principales de la región. Se ha transformado de una comunidad pesquera, al llegar ser un distrito industrial, y una comunidad residencial de clase obrera.
En esta comunidad vivió y murió el poeta Charles Bukowski.